# Гра смерті
«Гра смерті» (кор.: хангиль: 이재, 곧 죽습니다) — південнокорейський фентезійний веб-серіал про реінкарнацію. Сценаристом і режисером є Ха Бьон Хун, а в головних ролях знімались Со Ін Гук і Пак Со Дам . Заснований на однойменному вебтуні Лі Вон Сіка та Ґгулчана, який було опубліковано на Naver у 2019 році, він зображує історію людини, яка посеред розчарування починає нове життя зі смертю. Це оригінальна драма TVING, яка доступна для трансляції на її платформі та на Amazon Prime Video в окремих регіонах, крім Південної Кореї та Китаю.
Серіал був розділений на дві частини по 4 серії: перші 4 серії вийшли 15 грудня 2023 року, а решта вийшла 5 січня 2024 року о 12:00 (KST).

## Короткий зміст
Серіал розповідає про Чой Ї Чже (Со Ін Гук), який, перебуваючи на межі падіння в пекло, 12 разів переживає смерть і реінкарнацію через суд Смерті (Пак Со Дам).

## Акторський склад

### Головні ролі
- Со Ін Гук у ролі Чой Ї Дже: чоловік, який втратив бажання жити після того, як протягом семи років не міг знайти роботу.[4]
- Парк Со Дам як Смерть: таємнича істота, яка прирікає головного героя на 12 циклів смерті та реінкарнації, перш ніж потрапити в пекло.[4]

#### Перевтілення Ї Дже
- Чхве Сі Вон — Пак Джин Те: 33-річний другий син і наступник Taekang Group.[5]
- Сон Хун як Сон Чже Соп: 38-річний спортсмен, який займається екстремальними видами спорту .[6]
- Кім Кан Хун у ролі Квон Хьок Су: 17-річний старшокласник, який став жертвою шкільних хуліганів.[7]
- Чан Син Джо в ролі Лі Джи Хуна: 35-річний секретний агент, який вирішує будь-які запити клієнтів.[6]
- Лі Че Ук у ролі Чо Те Сан: 21-річний боєць змішаних єдиноборств, який відмовився від своєї мрії через сімейні обставини та перебування у в'язниці з деяких причин.[8]
- Лі До Хьон у ролі Чан Геон У: 24-річний модель і серцеїд, який привертає увагу всіх, куди б не пішов.[9]
- Кім Чже Ук у ролі Чон Гю Чеоля: 34-річний таємничий художник, який народився у звичайній родині.[10]
- О Чон Се в ролі Ан Джи Хьон: 42-річний детектив, який хотів стати чудовим поліцейським, як його батько.[11]
- Кім Вон Хе в ролі бездомного.[12]
- Кім Мі Кюнг — мати Ї Чже[13]

### Побічні персонажі
- Кім Джі Хун у ролі Пак Те У: перший син і генеральний директор Taekang Group.[14]
- Ко Юн Джон у ролі Лі Джи Су: письменниця, яка мала стосунки з Ї Чже, від моменту вони були студентами коледжу.[15]
- Ю Ін Су в ролі Лі Джин Сан: однокласник Хьок Су і шкільний хуліган.[16]
- Чой Ву Джин у ролі Ву Джи Хуна: детектив відділу вбивств і молодший Джи Хен.[17]
- О Джі Юль як Ву Соль Гі: дочка Джи Хуна.[18]

### Інші
- Нам Кьон Оп в ролі директора Пака: батько Те У та Джин Те, а також засновник Taekang Group.[19]
- Кім Гон Хо у ролі офісного працівника / Ї Дже у 11-тій реінкарнації[20]
- Кім Га Йон у ролі молодого Джин Те
- Чон Мін Джу у ролі молодого Те У
- Кім Боп Ре у ролі Босса[21]
- Чо Се Хун у ролі На Те Сока[22]
- Со Ін Голь у ролі Кім Сон Хьоп[22]
- Со Ву Хьок у ролі Хан Джун Сана[22]
- Бе Ган Хі у ролі Кім Ун Дже[22]
- Хан Є Джи у ролі Пак Мін Джи[22]
- Лім Джи Гю у ролі Містера Кіма: правої руки Те У.[23]
- Чон Йон Джу у ролі Кім Джи Йон[24]
- Бе Джи Вон у ролі Кім Джи У[24]
- Кім Хан Соль у ролі молодого Ї Дже[25]

### Особливі гості
- Кім Сон Чхоль як Кім Хеон Су[26] (епізод 1)
- Рьоун як наймолодший PD[26] (епізод 1)

## Епізоди
| Частина | Епізоди | Епізоди | Оригінальний показ | Оригінальний показ |
| ------- | ------- | ------- | ------------------ | ------------------ |
| 1       | 4       | 4       | 15 грудня 2023     | 15 грудня 2023     |
| 2       | 4       | 4       | 5 січня 2024       | 5 січня 2024       |

| Частина 1 | |             |             |                |
| 1 | «Смерть» Транслітерація: «Jugeum» (кор. 죽음) | Ха Бьон Хун | Ха Бьон Хун | 15 грудня 2023 |
| Чхве Ї Дже прямує на останню співбесіду в Taekang Group перед отриманням диплома, але його життя змінюється після того, як у нього на очах гине людина. Після семи років пошуків роботи Ї Дже нарешті вирішує покінчити з життям і стрибнути з будівлі. Він прокидається в чужому тілі сидячи в розкішному літаку і зустрічає таємничу істоту на ім'я «Смерть». Відчуваючи образу через останню волю Ї Дже, Смерть карає його 12-ма реінкарнаціями і його душа вселиться в 12 тіл людей, яким загрожує неминуча смерть. Якщо він запобігає смерті тіла, в яке вселився, то може жити в ньому до кінця свого життя. Ї Дже відмовляється жити знову, тоді з'являється плавуча куля, яка передає йому пам'ять і здібності попереднього власника тіла. Після перегляду спогадів Пак Чжин Тхе, спадкоємця групи «Taekang», Ї Дже вирішує знову жити. Однак Джин Те загинув невдовзі після вибуху літака. Потім Ї Дже вселяється в тіло Сон Чже Сопа, який брав участь у змаганні з безпечного приземлення без парашута з грошовою винагородою в 300 мільярдів вон. Однак він помер, щойно торкнувшись землі. | |             |             |                |
| 2 | «Причина Чому Ти Попадеш У Пекло» Транслітерація: «Jiuk-e ganeun i-yu» (кор. 지옥에 가는 이유)                                                                                      | Ха Бьон Хун | Ха Бьон Хун | 15 грудня 2023 |
| Гріх Ї Дже досить великий, щоб навіть розгнівати Бога, і він повинен з'ясувати, в чому полягає цей гріх. Але якщо він не з'ясує цього, то потрапить до пекла, навіть переживши решту смертей. Він вселяється в тіло Квон Хьок Су, старшокласника, над яким безжально знущається Лі Джин Сан. Шукаючи спосіб вижити, він повертається до будинку Хьок Су і раптом згадує свою матір. Він озирається на своє минуле і просто хоче мати роботу, одружитися і створити сім'ю, як усі інші. Його план зробити Джин Сана вигнанцем має успіх, і коли все йде гладко, Джин Сан, дуже принижений своїм падінням, нападає і кілька разів б'є Хьок Су цеглою по голові, доки той не помирає, а Ї Дже втретє не вдається вижити. Потім він вселяється в тіло Лі Чжу Хуна, якого схопили після крадіжки грошей боса, але йому вдається втекти на мотоциклі. Організація починає полювання на Чжу Хуна. | |             |             |                |
| 3 | «Смерть Нічого Не Забирає.» Транслітерація: «Jugeum-eun amugeotdo gajyeogaji mothanda.» (кор. 죽음은 아무것도 가져가지 못한다.)                                                     | Ха Бьон Хун | Ха Бьон Хун | 15 грудня 2023 |
| Тепер, як Чжу Хун, Ї Чже вдається вижити і втекти від переслідування. Коли він зустрічається зі своєю коханою, плануючи втекти з нею разом з грошима вона зраджує його і стріляє йому в голову, а Ї Дже не вдається втекти від смерті вчетверте. Ї Дже перевтілився в Чо Те Сана, колишнього бійця змішаних бойових мистецтв, який потрапив до в'язниці за смертельну дорожньо-транспортну пригоду, але насправді Те Сан не був справжнім винуватцем, а лише прийняв пропозицію адвоката взяти на себе провину за когось іншого в обмін на гроші. За збігом обставин, одним із співкамерників Те Сана був Лі Джин Сан, якого визнали винним у вбивстві Хьок Су. Тхе Сан продовжував успішно мститися Джин Сану. Однак, оскільки Те Сан погрожував своєму адвокату, що розкриє правду, ув'язненим заплатили за спробу вбити Те Сана, але йому вдалося вижити і його звільнили через чотири дні після того, як Ї Дже увійшла в його тіло. Однак після звільнення Те Сан був убитий своїм співкамерником, якому також таємно заплатили за його вбивство, що стало п'ятою невдачею Ї Дже, який не зміг уникнути смерті. У своєму шостому житті Ї Дже прокинувся п'ятимісячним немовлям.                                                            | |             |             |                |
| 4 | «Причина Чому Ти Боїшся Смерті» Транслітерація: «Jugeum-i duryeo-un i-yu» (кор. 죽음이 두려운 이유)                                                                                 | Ха Бьон Хун | Ха Бьон Хун | 15 грудня 2023 |
| Дитину вбили батьки, які нехтували ним і знущалися над своїм сином. Сьоме життя Ї Дже починається негайно, і він вселяється в тіло відомого та привабливого моделі на ім'я Чан Гьон У. Потім він повертає привласнені гроші, які Чжу Хун вкрав у свого боса. У кав'ярні Ї Дже зустрічається зі своїм першим коханням, Лі Чжи Су, яка стає письменницею і публікує нагороджений премією роман, заснований на їхніх романтичних стосунках, незважаючи на їхній розрив. Він усвідомлює, що Чжи Су все ще кохає його і шкодує як про розрив, так і про рішення покінчити життя самогубством, побачивши, що його мати і Чжи Су оплакують його смерть. Ї Чже нарешті розповів Чжі Су, хто він насправді, і що його історії про реінкарнації та смерті правдиві, і саме тоді, коли Ї Чже збирався продовжити розповідати Чжи Су правду, на нього наїхала машина і вбила Чжі Су, а Гьон У серйозно травмувався. Водій виявляється братом Джин-Те і генеральним директором Taekang Group Пак Те У, який пов'язаний з ним і чотирма тілами, в які він вселився. Після того, як Те У вбив його, Ї Дже знову прокидається в чистилищі і присягається помститися Те У. Перед тим, як пролунав постріл, він зіткнувся зі Смертю і націлив пістолет їй у лоб. | |             |             |                |
| Part 2 | |             |             |                |
| 5 | «Неможливо Вирватися і Побороти Смерть.» Транслітерація: «Jugeum-ui teur-eul kkaego ju-geumgwa ssa-uneun geon bulganeunghada.» (кор. 죽음의 틀을 깨고 죽음과 싸우는 건 불가능하다.) | Ха Бьон Хун | Ха Бьон Хун | 5 січня 2024   |
| Смерть, яка не померла від пострілу, насміхається з Ї Дже, оплакуючи смерть Чжи Су, якій судилося загинути в автокатастрофі на руках у Те У. Ї Дже планує вбити Те У, щоб відплатити за Джі Су, але Смерть попереджає його, що засудить його до пекла, якщо він скоїть вбивство. Ї Дже переродився в Чон Гю Чхоля, талановитого художника і серійного вбивцю, який убив 15 людей та використовував їхню кров для створення своїх робіт. Коли Те У пропонує купити його нову картину, Ї Дже бачить у цьому можливість зблизитися з Те У. Він підкорює Те У особняком і художньою студією Гю Чхоля, маючи намір вбити і розчленувати його, використовуючи метод Гю Чхоля. Однак через пухлину мозку Гю Чхоля Ї Дже втрачає свідомість, і його прив'язують до столу-ліжка, де Те У жорстоко відрубує йому кінцівки, перш ніж убити. Смерть знущається з Ї Дже за те, що він зазнав найжорстокішої смерті з усіх, які він коли-небудь переживав, але він вибухає сміхом, адже насправді він таємно знімав вбивство Гю Чхоля як доказ, щоб знищити Те У. | |             |             |                |
| 6 | «Пам'ять» Транслітерація: «Gieok» (кор. 기억) | Ха Бьон Хун | Ха Бьон Хун | 5 січня 2024   |
| У дев'ятому житті Ї Дже вселяється в тіло Ан Джи Хьона, поліцейського детектива, схожого на свого батька, який прагнув стати великим поліцейським. Однак він ставив своє життя вище за обов'язок, чим викликав несхвалення колег. Під виглядом Джи Хьона Ї Чже заарештував убивцю Те Сана і отримав похвалу від громадськості. Ї Чже вирушив до особняка Гю Чхоля, щоб зібрати докази вбивства Те У, а також викрити злочини Гю Чхоля. Потім Ї Чже підійшов до Тхе У і пообіцяв притягнути його до відповідальності, але директор телеканалу приховав правду. Те У здався з повинною у вбивстві Гю Чхоля і збрехав про те, що вижив після вбивства серійного вбивці. Після того, як Те У звільнили через брак доказів, Ї Дже викрив усі злочини Те У за допомогою доказів, які він зібрав, використовуючи свої минулі спогади. Потім він відправив Те У на літак, що вибухнув, так само, як він убив свого молодшого брата Джин Те, але дав йому шанс вижити, скориставшись парашутом. Коли Ї Дже вже збирався задушити Те У, його зупинили спогади Джи Су. Ї Дже вирішує просто піти, але Те У намагається вбити Ї Дже перед тим, як на нього наїжджає вантажівка.                                                                            | |             |             |                |
| 7 | «Можливість» Транслітерація: «Gihwi» (кор. 기회) | Ха Бьон Хун | Ха Бьон Хун | 5 січня 2024   |
| Внаслідок нещасного випадку Те У втрачає ноги і перебуває у напіввегетативному стані. Ї Чже, який хотів помститися, викриває злочини Те У і заарештовує тих, хто допомагав приховувати його злочини. Кілька місяців Ї Дже живе під ім'ям Джи Хьон, а потім жертвує собою, щоб врятувати колегу. Він відроджується як бездомний і приходить на похорон Джи Хьона, якого пам'ятають як героїчного детектива та ікону правосуддя. Ї Дже, який на той час вже не сподівається продовжувати переживати цикли смерті та перевтілення, впадає у відчай, аж поки випадково не падає зі сходів і знову не помирає. Після цього Ї Дже стає звичайним офісним працівником, який є тією самою людиною, свідком смерті якої він був сім років тому. Після смерті Ї Дже зустрічається зі Смертю, яка повідомляє йому, що у нього залишилося останнє життя. Ї Дже вирішує покінчити з життям і відправитися в пекло, не бачачи сенсу жити. Після того, як Смерть випустила останню кулю, Ї Дже прокидається і, на свій жах, виявляє, що переродився в свою матір. | |             |             |                |
| 8 | «Не Шукай Смерті. Смерть Знайде Тебе.» Транслітерація: «Jugeum-eul chatji malla. Jugeum-i dangsin-eul chaj-eul geos-ida.» (кор. 죽음을 찾지 말라. 죽음이 당신을 찾을 것이다.)       | Ха Бьон Хун | Ха Бьон Хун | 5 січня 2024   |
| Бачачи спогади матері, зокрема, її розбите серце через його смерть, Ї Дже впадає в істерику і усвідомлює, якого болю він їй завдав. Він також усвідомлює, що саме це намагається дати йому зрозуміти Смерть — що його гріх призвів до передчасної смерті, завдаючи болю і страждань його близьким. Ї Чже дізнається про стійкість своєї матері, незважаючи на важкі часи, і про її жаль, що вона не була кращою матір'ю, що змушує його відчути ще глибше каяття за свої вчинки. Ї Дже вирішив піти в похід на гору, куди його мати і покійний батько ходили, коли були молодими, і хоча стався нещасний випадок, Ї Дже вижив і прожив ще 32 роки в тілі своєї матері, перш ніж нарешті помер мирною смертю. Возз'єднавшись зі смертю, Ї Дже хоче отримати ще один шанс знову жити у власному тілі, щоб компенсувати страждання, яких зазнала його матір. Вражена тим, що Ї Дже нарешті усвідомив свій гріх, Смерть погоджується дозволити йому знову жити як Ї Дже і оголошує, що його покарання закінчилося. Сцена закінчується тим, що Ї Дже стоїть на тій самій будівлі, звідки він стрибнув вниз, і відповідає на телефонний дзвінок своєї матері.                                                                                        | |             |             |                |

## Виробництво

### Розробка
Розроблено під робочою назвою I'm Going to Die Soon (кор.: хангиль: 이제 곧 죽습니다, НЛ: Ije got jukseumnida), Гра смерті була написана та знята режисером Ха Бьон Хуном, який раніше працював над такими драмами, як JTBC 18 Again і KBS2 Go Back. Він заснував драму на основі однойменного веб-мультфільму Лі Вон Сіка та Ггулчана. Виробництвом серіалу керували SLL, Studio N і Saram Entertainment. Це мала бути драма JTBC і транслюватимуться на каналі та транслюватимуться через TVING.
13 січня 2023 року режисер Ха оголосив, що фільм проходить остаточний кастинг, а зйомки розпочнуться вже в лютому і триватимуть близько шести місяців.
31 травня 2023 року Dexter Studios оголосила, що отримала замовлення на технологію VFX серіалу із загальним бюджетом 3.35 мільярдів вон. Період дії контракту — з 31 травня 2023 року по 31 січня 2024 року. Представник сказав: «Візуальні спецефекти будуть широко використовуватися в різних сценах, оскільки головний герой потрапляє в різні середовища та умови кожного разу, коли він живе 12 життів», додавши, що «делікатна технологія сприятиме фантастичним елементам драми та таємничій атмосфері».

### Кастинг
Роль Чой І Чже вперше була запропонована Кан Ха Нилю.
8 лютого 2023 року Со Ін Гук і Пак Со Дам були затверджені на головні ролі в серіалі. 21 лютого Joy News 24 повідомило, що актори провели повне читання сценарію 14 числа, а Со почав знімати 20 числа. Це також знаменує собою повернення Пак на малий екран після того, як у 2020 році на телеканалі «Рекорд молодості» tvN взяла перерву, щоб одужати від папілярного раку щитовидної залози .
4 серпня 2023 року TVING опублікував відео зіркового складу, а саме: Со Ін Гук, Пак Со Дам, Кім Джі Хун, Чхве Сі Вон, Сон Хун, Кім Кан Хун, Чан Син Джо, Лі Че Ук, Лі До Хьон, Ко Юн Чон, Кім Чже Ук і О Чон Се.

## Оригінальний саундтрек

### Альбом
Альбом із саундтреками до Death's Game вийшов 11 січня 2024 року; він містить усі сингли та фонові доріжки із серії.

#### Трек-лист
| #     | Назва                                                                                 | Автор слів    | Автор музики             | Артист     | Тривалість |
| ----- | ------------------------------------------------------------------------------------- | ------------- | ------------------------ | ---------- | ---------- |
| 1.    | «Even If There's No Miracle» (기적은 없어도)                                          | Seo Dong-sung | Park Sung-il             | Seo In-guk | 4:00       |
| 2.    | «It's a Lie» (거짓말인데)                                                             | Seo Dong-sung | Park Sung-il             | Sondia     | 3:34       |
| 3.    | «A Day's Greeting» (오늘이 하는 말)                                                   | Lee Chi-hoon  | Park Sung-il             | Sondia     | 4:54       |
| 4.    | «Guilty of Coming to Find Death» (죽음은 먼저 찾아온 죄)                              |               | Sim Hyung-bo             |            | 2:50       |
| 5.    | «Main Theme of Death's Game»                                                          |               | Park Sung-il             |            | 2:45       |
| 6.    | «Death's Game» (이재, 곧 죽습니다)                                                    |               | Park Sung-il             |            | 2:41       |
| 7.    | «The Orb of Memory» (기억의 구슬)                                                     |               | Judah Earl               |            | 2:06       |
| 8.    | «A Death by Design» (계획된 죽음)                                                     |               | Sim Hyung-bo             |            | 3:21       |
| 9.    | «Ephemeral Symphony» (한 번의 삶)                                                     |               | Park Sung-il             |            | 3:19       |
| 10.   | «Death is Merely a Means to End My Pain» (죽음은 그저 내 고통을 끝낼 도구에 불과하다) |               | Sim Hyung-bo             |            | 3:13       |
| 11.   | «Self-Imposed Punishment» (스스로에게 내린 벌)                                        |               | Lee Sang-min             |            | 2:31       |
| 12.   | «We Begin the Hunt» (사냥을 시작한다)                                                 |               | Judah Earl               |            | 2:30       |
| 13.   | «The Dog That Bit his Master» (주인을 배신한 개)                                      |               | Kim Sung-jong            |            | 2:31       |
| 14.   | «Devil vs Devil» (악마 vs 악마)                                                       |               | Kim Yoo-kyung            |            | 3:07       |
| 15.   | «The Origin of All Deaths» (모든 죽음의 시작)                                         |               | Sim Hyung-bo             |            | 3:13       |
| 16.   | «Those Left Behind» (남겨진 사람들)                                                   |               | Judah Earl               |            | 3:11       |
| 17.   | «Inception of Revenge» (복수의 시작)                                                  |               | Lee Sang-min             |            | 4:33       |
| 18.   | «A Day Where Nothing Goes Right» (되는 게 하나도 없는 날)                             |               | Kim Yoo-kyung            |            | 3:07       |
| 19.   | «Multiple Lives» (여러 개의 목숨)                                                     |               | Lee Sang-min             |            | 3:30       |
| 20.   | «Shadow of Death» (죽음의 그림자)                                                     |               | Sim Hyung-bo             |            | 3:27       |
| 21.   | «The Devil to Kill a Devil» (악마로 악마를 죽인다)                                    |               | Sim Hyung-bo             |            | 2:44       |
| 22.   | «The Hidden Truth of Linked Deaths» (연결된 죽음의 실체)                              |               | Lee Sang-min             |            | 4:35       |
| 23.   | «An Eye for an Eye» (눈에는 눈)                                                       |               | Lee Sang-min             |            | 3:10       |
| 24.   | «Living in Fear Isn't Real Life» (두려움에 떠는 인생은 지짜 인생이 아니다)            |               | Judah Earl Jeremiah Earl |            | 3:06       |
| 25.   | «1201»                                                                                |               | Kim Yoo-kyung            |            | 3:08       |
| 26.   | «The Way to Escape Death» (죽음을 벗어나는 방법)                                      |               | Judah Earl               |            | 2:30       |
| 27.   | «To You in the Future» (미래의 너에게)                                                |               | Park Sung-il             |            | 1:53       |
| 85:29 |                                                                                       |               |                          |            |            |

### Саундтреки серіалу
Частина 1
| Випущено 29 листопада 2023 року | Випущено 29 листопада 2023 року  | Випущено 29 листопада 2023 року | Випущено 29 листопада 2023 року | Випущено 29 листопада 2023 року | Випущено 29 листопада 2023 року |
| #                               | Назва                            | Автор слів                      | Автор музики                    | Артист                          | Тривалість                      |
| ------------------------------- | -------------------------------- | ------------------------------- | ------------------------------- | ------------------------------- | ------------------------------- |
| 1.                              | «It's a Lie» (거짓말인데)        | Seo Dong-sung                   | Park Sung-il                    | Sondia                          | 3:34                            |
| 2.                              | «It's a Lie» (거짓말인데; Inst.) |                                 | Park Sung-il                    |                                 | 3:34                            |
| 7:08                            |                                  |                                 |                                 |                                 |                                 |

Part 2
| Випущено 15 грудня 2023 року | Випущено 15 грудня 2023 року                        | Випущено 15 грудня 2023 року | Випущено 15 грудня 2023 року | Випущено 15 грудня 2023 року | Випущено 15 грудня 2023 року |
| #                            | Назва                                               | Автор слів                   | Автор музики                 | Артист                       | Тривалість                   |
| ---------------------------- | --------------------------------------------------- | ---------------------------- | ---------------------------- | ---------------------------- | ---------------------------- |
| 1.                           | «Even If There's No Miracle» (기적은 없어도)        | Seo Dong-sung                | Park Sung-il                 | Seo In-guk                   | 4:00                         |
| 2.                           | «Even If There's No Miracle» (기적은 없어도; Inst.) |                              | Park Sung-il                 |                              | 4:00                         |
| 8:00                         |                                                     |                              |                              |                              |                              |

Part 3
| Випущено 5 січня 2024 року | Випущено 5 січня 2024 року                 | Випущено 5 січня 2024 року | Випущено 5 січня 2024 року | Випущено 5 січня 2024 року | Випущено 5 січня 2024 року |
| #                          | Назва                                      | Автор слів                 | Автор музики               | Артист                     | Тривалість                 |
| -------------------------- | ------------------------------------------ | -------------------------- | -------------------------- | -------------------------- | -------------------------- |
| 1.                         | «A Day's Greeting» (오늘이 하는 말)        | Lee Chi-hoon               | Park Sung-il               | Sondia                     | 4:54                       |
| 2.                         | «A Day's Greeting» (오늘이 하는 말; Inst.) |                            | Park Sung-il               |                            | 4:54                       |
| 9:48                       |                                            |                            |                            |                            |                            |

## Вихід серіалу
TVING підтвердив, що датою виходу Death's Game буде 15 грудня 2023 року
18 листопада 2023 року було оголошено, що серіал буде доступний для трансляції через Amazon Prime Video в 240 країнах і територіях, крім Китаю та Південної Кореї.

## Сприйняття серіалу

### Оцінка критиків
Кім Хен Син ' Cine21 заявив, що «багато робіт присвячені потойбіччині, але світогляд, створений [ Грою смерті ], досить новий». Він також зазначив, що «[ Death's Game ] отримує схвальні відгуки про CG, що рідко зустрічається в Південній Кореї», і «дещо розчарований тим, що всі сюжети покладаються на візуальні ефекти».

### Рейтинг
Amazon Prime Video повідомив, що серіал став гарячою темою в усьому світі після виходу першої частини 15 числа. Це шоу, яке найбільше переглядали в Індонезії та Таїланді, а у грудні 2023 року воно увійшло до десятки найкращих у 43 країнах світу, включаючи Австралію, Бразилію, Японію, Малайзію, Перу, Філіппіни, Сінгапур і Тайвань